# Aspide
L’Aspide est un missile de moyenne portée italien surface-air et air-air produit par Selenia (rachetée par Alenia Aeronautica). Il est similaire au AIM-7 Sparrow américain et dispose d'un radar monopulse, le rendant moins vulnérable aux contre-mesures.

## Historique
En version air-air il équipait notamment les Aeritalia F-104S Starfighter. Il est utilisé en version sol-air terrestre (systèmes Skyguard & SPADA) et naval (Albatros)
Exporté en Chine dans les années 1980, le gouvernement chinois en conçut un missile dérivé (LY-60/PL-10) à la suite de l'embargo sur les armes imposé par la Communauté économique européenne à la suite de la répression des manifestations de la place Tian'anmen en 1989.
En Octobre 2022, l'Espagne a annoncé l'envoi de systèmes Aspides en Ukraine, qui auraient été reçus en date du 7 novembre 2022.

## Versions
Il en existe quatre versions : le Mk.1 (fabriquée par SNIA S.p.A.), le Mk.2 (version air-air dont le développement fut abandonné) et Aspide 2000 (version surface-air du Mk.1). Les missiles Aspide 1 mis en œuvre par la marine argentine ont été modernisés (remotorisation) en 2009 par le Citedef,.

## Pays utilisateurs
- Argentine (navires Meko 360)
- Brésil (porte-avions Nae Sao Paulo et frégates de classe Niterói)
- Équateur (corvettes de classe Esmeraldas)
- Chypre
- Égypte

- Italie

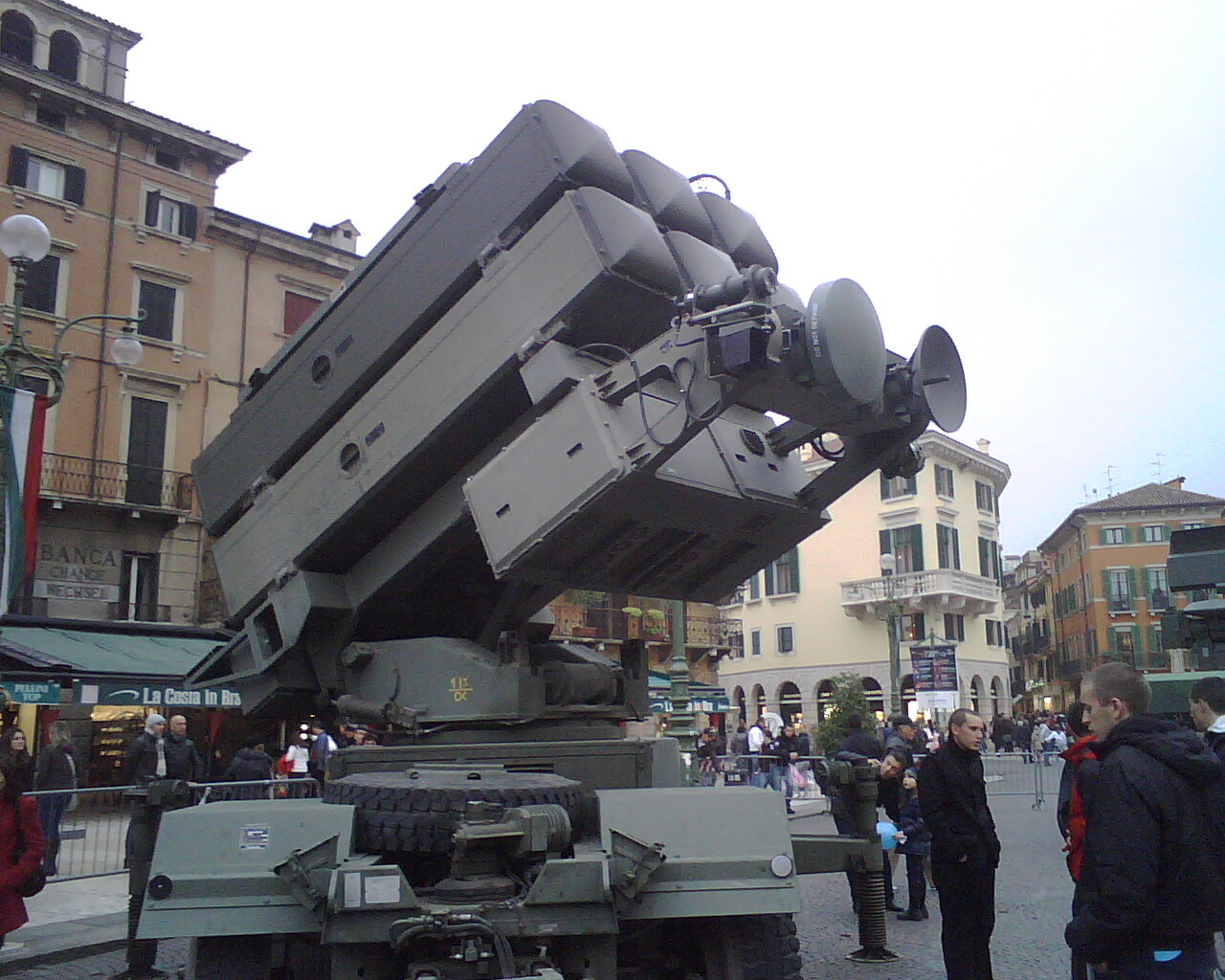
Version en batterie terrestre du missile sol-air Aspide.

- Libye (frégate Dat Assawari, retirée du service ?)
- Maroc
- Malaisie (corvettes de classe Laksamana)
- Pakistan (utilisés pour la lutte antiaérienne)
- Chine (Aspide Mk.1)
- Pérou
- Espagne
  - armée de terre espagnole. 13 systèmes. En utilisation avec le système antiaérien Toledo. Chaque unité de feu comprend 2 lanceurs quadruples de missiles Selenia Aspide et deux canons doubles de calibre Oerlikon 35 mm GDF, tous contrôlés par une unité de tir Skyguard et dans sa version modernisée, Skydor[5].
  - armée de l'air espagnole. Sistemas Aspide 2000.
- Thaïlande (corvettes de classe Ratanakosin)
- Koweït (Aspide 2000)
- Ukraine[6]
- Venezuela 100 commandés en 1975 et livrés en 1980-1982 en utilisation pour les Albatross SAM system sur les frégates de Classe Lupo (Sucrè)